# Mormonenkrekel
De mormonenkrekel (Anabrus simplex) is een insect uit de familie van de sabelsprinkhanen (Tettigoniidae). Het insect leeft in uitgestrekte gebieden in heel West-Noord-Amerika.

## Naamgeving
De mormonenkrekel dankt zijn naam aan de zwermen die volgens de overlevering de oogsten bedreigde van de eerste Mormonen die zich in Utah gevestigd hadden. Een groep prairie-meeuwen echter redde de oogst door de insecten in groten getale te eten.

## Kenmerken

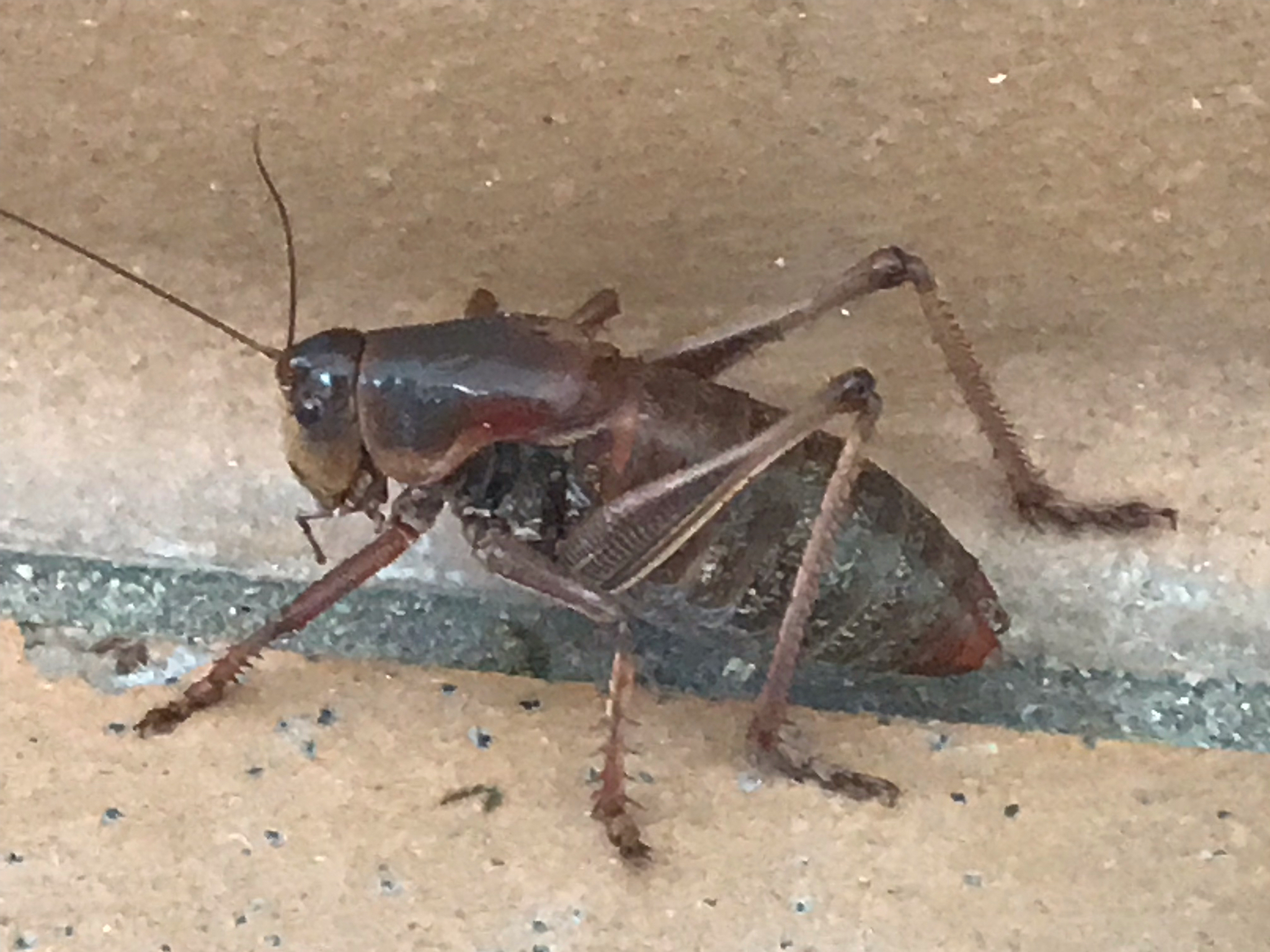
Bruin exemplaar

De soort heeft geen of slechts weinig ontwikkelde vleugels. Het is een log dier en kan, ondanks het bezit van lange achterpoten, niet springen. De maximale lengte is ongeveer zeven centimeter. Het mannetje is kleiner dan het wijfje, dat over een legboor beschikt, waarmee zij eieren in de grond legt. De dieren zijn zeer vraatzuchtig en eten zelfs hun soortgenoten op. Mormonenkrekels hebben een variabele kleur. De algemene kleur kan zwart, bruin, rood, paars of groen zijn. Het 'schild' (pronotum of gemodificeerde prothorax dat rudimentaire vleugels bedekt) achter het hoofd kan gekleurde markeringen hebben. De buik kan gestreept lijken. Vrouwtjes hebben een lange legboor, die niet moet worden aangezien voor een angel. Beide geslachten hebben lange antennes.
Mormonenkrekels kunnen morfologische veranderingen ondergaan die worden veroorzaakt door hoge populatiedichtheden, vergelijkbaar met die bij sprinkhanen. De meest opvallende verandering is de kleur: solitaire individuen hebben meestal een groene of paarse kleur, terwijl zwermende individuen vaak zwart, bruin of rood zijn.

## Voortplanting

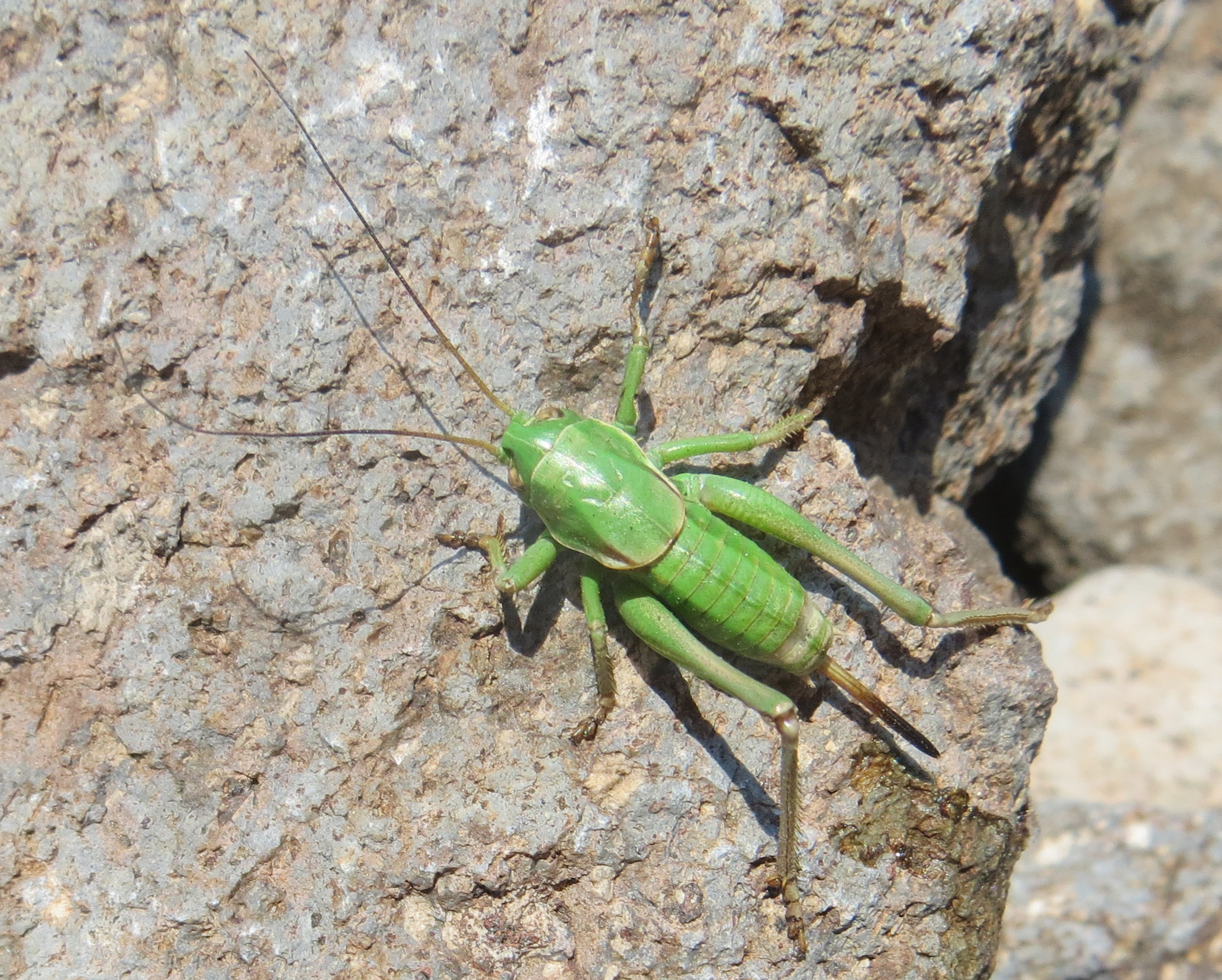
Vrouwtje met legboor

De eieren komen meestal in de lente uit nadat ze zijn gelegd, hoewel het in sommige gebieden wel vijf jaar kan duren voordat eieren uitkomen. Het uitkomen begint wanneer de bodemtemperatuur vier graden Celsius (veertig graden Fahrenheit) bereikt. De nimfen doorlopen zeven stadia voordat ze het volwassen stadium bereiken, meestal zestig tot negentig dagen.
Het fokken begint binnen tien tot veertien dagen na het bereiken van het volwassen stadium. Het mannetje geeft het vrouwtje een grote spermatofoor die tot zevenentwintig procent van zijn lichaamsgewicht kan bedragen. De spermatofoor is meestal voedsel voor het vrouwtje om te consumeren, maar bevat ook sperma om haar eieren te bevruchten. Dit huwelijksgeschenk zorgt ervoor dat vrouwtjes in de zwermfase strijden om mannetjes, een gedrag dat niet wordt gezien bij vrouwtjes in eenzame fase.
Het vrouwtje legt haar eieren door haar legboor diep in de grond te duwen. Elk vrouwtje kan meer dan honderd eieren leggen, waarbij individuele eieren eruitzien als een rijstkorrel met een grijze tot paarsachtige kleur.

## Zwermen
De mormonenkrekel bestaat in populaties met een relatief lage dichtheid in het grootste deel van zijn verspreidingsgebied. Op bepaalde tijden en plaatsen vinden echter populatie-explosies of plagen plaats waarbij grote aantallen krekels zwervende banden vormen. Deze banden kunnen miljoenen individuen omvatten en worden gevonden met dichtheden tot honderd individuen per vierkante meter. Deze plagen kunnen jaren of zelfs decennia duren en worden gekenmerkt door een geleidelijke toename en vervolgens afname van de populatie. De factoren die deze plagen veroorzaken, worden slecht begrepen, maar er wordt aangenomen dat ze verband houden met het weer.
Onderzoek gepubliceerd in 2006 toont aan dat mormonenkrekels zich in deze migrerende banden verplaatsen, ten eerste om nieuwe bronnen van de essentiële voedingsstoffen van eiwitten en zout te vinden, en ten tweede om te voorkomen dat ze worden opgegeten door hongerige krekels die van achteren naderen. Het kannibalistische gedrag van de mormonenkrekel kan leiden tot zwermgedrag omdat krekels mogelijk constant naar voren moeten bewegen om aanvallen van achteren te voorkomen.
Wanneer een grote band een weg kruist, kan dit een veiligheidsrisico opleveren voor bestuurders door een wegdek met verpletterde krekels. De krekels kunnen ook verwoesting aanrichten aan de landbouw.

## Voedsel
De mormonenkrekel vertoont een uitgesproken voorkeur voor kruidachtige bloeiende planten, maar ook grassen en struiken zoals alsem worden geconsumeerd. Mormonenkrekels eten ook insecten, waaronder andere mormonenkrekels (vooral individuen die zijn gedood of gewond door auto's of insecticiden). 
Kannibalistisch gedrag kan het gevolg zijn van eiwit- en zouttekort, zwermgedrag kan op zijn beurt een strategie zijn om predatie door andere mormonenkrekels te voorkomen. Een dagboek dat een reis van 1846 langs de Oregon Trail beschrijft hun kannibalistische gedrag:
De grond was over een strook van ongeveer vier mijl bedekt met grote zwarte krekels. Ik zag er een paar die ongeveer vijf centimeter lang en ongeveer driekwart inch in doorsnee waren, maar de gewone maat was twee inches lang en een halve of vijf-achtste inch in diameter. Hun benen waren groot in verhouding tot de grootte van hun lichaam. Sommigen zongen op stengels wilde salie, anderen kropen in alle richtingen. Onze teams hebben grote ravage aangericht onder hen, zo talrijk waren ze dat we ze bij elke stap verpletterden. Zodra er een werd gedood, streken anderen erop neer om het te verslinden.
Tijdens een plaag kunnen mormonenkrekels aanzienlijke schade aanrichten aan gewassen in de landbouw en in tuinen. In 2003 vormden ze een ernstige plaag in het westen van de VS: in Utah, Idaho en Nevada.

## Bestrijding
Mormonenkrekels worden belaagd door een grote verscheidenheid aan vogels en zoogdieren. Deze roofdieren zijn Californische meeuwen, kraaien, coyotes en verschillende knaagdieren. Er zijn geen roofdieren die gespecialiseerd zijn op mormonenkrekels, wat kan worden verklaard door de trekgewoonten van de krekel en grote populatiefluctuaties. Gordius robustus, een soort paardenhaarworm, is een parasiet van de mormonenkrekel, evenals Ooencyrtus anabrivorus.
De meest gebruikte chemische controlemethode is carbaryl (meestal verkocht als 'Sevin Dust') aas. Dit aas doodt zowel de mormonenkrekels die het aas eten, als de krekels die krekels eten die het aas hebben opgegeten. Insecticiden die rechtstreeks op gewassen worden aangebracht, kunnen de insecten doden, maar vanwege de grote omvang van de zwermen voorkomt deze methode meestal niet dat het gewas wordt vernietigd.
Omdat mormonenkrekels niet kunnen vliegen, kunnen fysieke barrières effectief zijn. Barrières moeten minstens zestig centimeter hoog zijn en gemaakt zijn van glad materiaal. Inwoners van sommige kleine steden hebben boomboxen en geluidssystemen gebruikt om hardrockmuziek te spelen in pogingen om de bewegende zwermen weg te leiden van gewassen en huizen.
Een andere methode voor de bestrijding van mormonenkrekels is het gebruik van een biopesticide op basis van de schimmel Nosema locustae. N. locustae is een natuurlijk voorkomende microbe waarvan de sporen orthopteranen doden door het spijsverteringsstelsel te verstoren. Volgens het Amerikaanse Environmental Protection Agency heeft het gebruik ervan geen nadelige gevolgen voor mens of milieu.
Mormonenkrekels zijn eetbaar. Bij sommige traditionele Indiaanse volken zijn ze onderdeel van het dieet. 